# Australian Championships 1950
Turniej tenisowy Australian Championships, dziś znany jako wielkoszlemowy Australian Open, rozegrano w 1950 roku w Melbourne w dniach 21 - 30 stycznia.

## Zwycięzcy

### Gra pojedyncza mężczyzn
- Frank Sedgman (AUS) - Ken McGregor (AUS) 6:3, 6:4, 4:6, 6:1

### Gra pojedyncza kobiet
- Louise Brough Clapp (USA) - Doris Hart (USA) 6:4, 3:6, 6:4

### Gra podwójna mężczyzn
- John Bromwich (AUS)/Adrian Quist (AUS) - Jaroslav Drobný (EGY)/Eric Sturgess (RSA) 6:3, 5:7, 4:6, 6:3, 8:6

### Gra podwójna kobiet
- Louise Brough Clapp (USA)/Doris Hart (USA) - Nancye Wynne Bolton (AUS)/Thelma Coyne Long (AUS) 6:2, 2:6, 6:3

### Gra mieszana
- Doris Hart (USA)/Frank Sedgman (AUS) - Joyce Fitch (AUS)/Eric Sturges (RSA) 8:6, 6:4